# 塩基性炭酸銅
塩基性炭酸銅（英: basic copper(II) carbonate）は炭酸銅(II)の塩基性塩の総称である。銅の錆である緑青の主成分の一つであり、身近な塩基性塩の一つである。単に炭酸銅という時には正塩 CuCO3 ではなく、塩基性塩を指すことが多い。
塩基性炭酸銅は、2価の銅イオン Cu2+ と炭酸イオン CO32− と水酸化物イオン OH− から成る無機銅塩である。炭酸イオンと水酸化物イオンの含有比が異なるものがいくつか知られている。よく知られているのは、炭酸二水酸化二銅(II) Cu2(OH)2CO3 と ビス（炭酸）二水酸化三銅(II) Cu3(OH)2(CO3)2 である。それぞれ、自然には孔雀石（マラカイト、CAS登録番号 [1319-53-5]）と藍銅鉱（アズライト、CAS登録番号  [1319-45-5]）として産する。炭酸二水酸化二銅(II)の化学式を Cu2(OH)2CO3 の代わりに CuCO3・Cu(OH)2 と書き、ビス（炭酸）二水酸化三銅(II) の化学式を Cu3(OH)2(CO3)2 の代わりに 2CuCO3・Cu(OH)2 と書くことも多い。試験研究用として市販されているものには、 Cu2(OH)2CO3・H2O に近い組成を持つものもある。
無機銅塩類であるので、毒物及び劇物取締法では劇物に指定されている。直接触らない、吸入・経口を避けるよう注意が喚起されている。純粋な冷水にはほとんど溶けないが、pHが低くなると溶解度が増して、水中に銅イオン Cu2+ を放出する。そのため、硫酸銅(II)ほどではないが、水生生物に対しては毒性が強い。国連番号はUN3288で輸送上は毒物に区分されている。
湿った条件下で酸素、二酸化炭素および水分が金属銅または銅合金と反応すると、金属表面上に生成する。
{\displaystyle {\ce {2{Cu}+{O2}+{CO2}+H2O->CuCO3{\cdot }Cu(OH)2}}}
銅イオン Cu2+ を含む水溶液に、炭酸アルカリの水溶液を常温で加えると、青緑色の沈殿として得られる。
{\displaystyle {\ce {2{CuSO4}+2{Na2CO3}+H2O->{CuCO3{\cdot }Cu(OH)2}+{CO2}+2Na2SO4}}}
熱分解により、酸化銅(II)を生じる。
{\displaystyle {\ce {CuCO3{\cdot }Cu(OH)2->2{CuO}+{CO2}+H2O}}}